# مک‌لایف
مک|لایف (به انگلیسی: Mac|Life) یک ماهنامه آمریکایی می‌باشد که توسط شرکت فیوچر پی‌ال‌سی منتشر شده و بر روی رایانه‌های شخصی مکینتاش و دیگر محصولات مربوط به آن از جمله آی‌فون و آی‌پاد، متمرکز است. بین سپتامبر ۱۹۹۶ الی فوریه ۲۰۰۷، این مجله با عنوان مک‌ادیکت منتشر می‌شد.